# La Libertad Número Dos
La Libertad Número Dos är en ort i Mexiko.   Den ligger i kommunen Matamoros och delstaten Tamaulipas, i den östra delen av landet, 700 km norr om huvudstaden Mexico City. La Libertad Número Dos ligger 14 meter över havet och antalet invånare är 119.
Terrängen runt La Libertad Número Dos är mycket platt. Runt La Libertad Número Dos är det ganska glesbefolkat, med 45 invånare per kvadratkilometer. Närmaste större samhälle är General Francisco J. Mújica, 13,1 km söder om La Libertad Número Dos. Trakten runt La Libertad Número Dos består till största delen av jordbruksmark.